# Mensen Ernst
Mensen Ernst (1795–1843) nait sous le nom de Mons Monsen Øyri, pendant l’été 1795 dans le village de Fresvik au bord du Sognefjord, dans la municipalité de Vik, Comté de Sogn og Fjordane en Norvège. Il pratique la course sur route sur de longues distances (Ultrafond), et figure ainsi parmi les premiers sportifs professionnels. Il passe sa vie à courir, principalement à l'occasion de paris sur sa capacité à courir sur une certaine distance, et pendant une période de temps.

## Voyages
En 1832, il parcourt la distance de Paris à Moscou, soit 2500 km, en 14 jours à partir du 11 juin 1832, avec une moyenne de 200 km par jour. Lors d’un voyage ultérieur, il court la distance de Constantinople à Calcutta en 59 jours, à raison de 140 km par jour.
Son dernier voyage commence à Bad Muskau, pour parcourir le chemin vers Jérusalem et Le Caire, d’où il suit le Nil dans le but de trouver sa source. Il meurt en janvier 1843 de la dysenterie, près de la frontière entre l’Égypte et le Soudan, où il est enterré quelques jours plus tard. L’endroit de son décès est maintenant submergé par le lac du barrage d’Assouan.